# 五百蔵洋一
五百蔵 洋一（いおろい よういち、1949年1月5日 - ）は、日本の弁護士、東アジア共同体研究所監事。東京都出身。

## 来歴・人物
中央大学法学部法律学科卒業。1972年に23歳で司法試験合格、27期司法修習を経て1975年に弁護士登録（第二東京弁護士会所属）。
人権問題や労働問題、司法制度改革に積極的に取り組み、非国会議員ながら1993年に中大法学部の先輩山花貞夫を首班とする社会党シャドーキャビネット法相となったほか、社会文化法律センター事務局長などを歴任した。
民主党顧問弁護団の事務局長、民主党倫理委員会の党外委員、今野東の選挙スタッフが刑事訴追された際の弁護人などを歴任し、在住の調布市を含む東京22区選出の山花郁夫を支援したほか、鳩山由紀夫の政治資金報告書虚偽記載問題に関する調査を一任されるなど、民主党とは深いかかわりを持つ。

## 鳩山由紀夫の政治資金報告書虚偽記載問題の調査
鳩山由紀夫の政治資金報告書虚偽記載問題について、鳩山から、この問題に関する調査を一任された。
弁護士である五百蔵が「調査」を一任されたことは、「弁護士に頼んだら、いかにも公平に（調査するように）思えるが間違いだ。弁護士は弁護するためにしゃべる人だ。頼まれた人のことは絶対悪くいわない約束で弁護する。おかしいと思わないか」と批判されており、五百蔵自身、「私どもは検察官ではありませんので」と自らが一任された「調査」に限界がある旨の発言をしている。（そもそも、疑惑の対象である鳩山側は、日本国憲法第38条第1項により自己に不利益な情報を公開しなくてもよい権利があり、弁護士である五百蔵はその権利を守らせなければならない立場にある。）
2009年6月30日に記者会見を開き、五百蔵は1）あくまで秘書個人が行ったことである。2）修正申告は提出済みである。3）虚偽記載の調査、判断は入手した資料上で行ったものであり、一件一件相手に確認して調査をしたものではない、などと発表した。また、かねて指摘されていた税控除による不正還付については「税務処理については、まったく別のところでやっております。この秘書は関与しておりません。その税務処理についても、私もインタビューといいましょうか、調査を致しました、一点の曇りもありませんと、きちんとやっているということであります」と発言した。しかし、総務省により、同日、鳩山の資金管理団体「友愛政経懇話会」に対して、実際に寄付をしていなかったとして修正申告をした個人について、既に所得税の控除を受けるための書類が提出され、同省から証明を受けていた者が複数存在しており、証明書が悪用される恐れもあるとして、同団体に対して、証明書を速やかに返還するよう指導を受けていたことが、後日発覚する。
2009年7月8日、総務省から所得税の控除に関する指導を受けていたことが、報道で明らかになった。上述の6月30日の会見で、税務処理については一点の曇りもないと証言していた五百蔵に対して、マスコミから問い合わせが殺到したが、これについて、五百蔵の弁護士事務所は「弁護士が不在で対応できない」とコメントした。7月9日、当初の発表を元に献金記録を削除された複数の人物から、「私は間違いなく献金した」などと証言するものが現れた。五百蔵の事務所は、「必要な時は（報道）各社（には）統一で回答する」と文書で回答した。7月10日には、総務省は、自民党からの開示要求に対して、税控除申請者名を公表し、鳩山が献金記録を削除したものの内、53人が含まれる事が明らかとなった。10月20日、鳩山が国会答弁で「コピーは取らなかった」などと述べていた東京地検特捜部に提出した会計帳簿を、提出前にコピーして保管していたという報道がされた。